# Verkehrszeichen (Deutschland)

Verkehrszeichen beeinflussen und regeln den Verkehr auf Straßen. Hier (von oben) Vorfahrtsstraße, Achtung Ampel und Kreisverkehr.

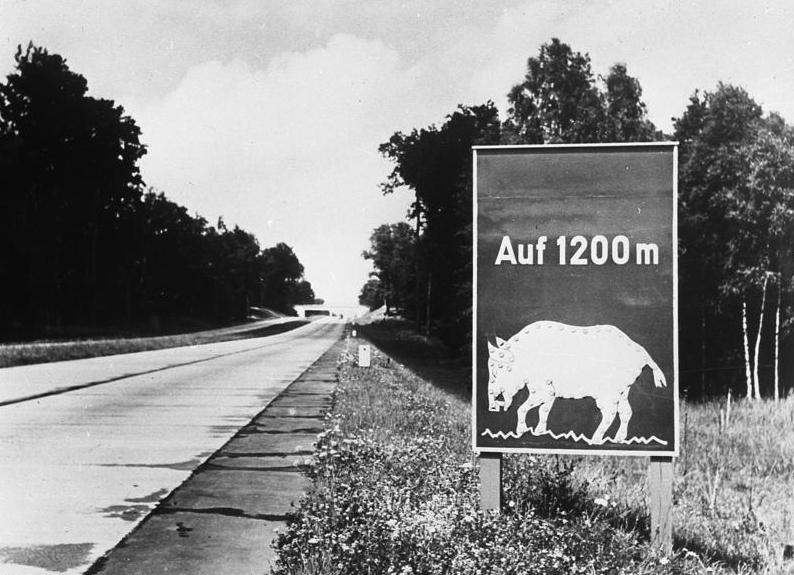
Historisches Verkehrszeichen für Wildwechsel an der Reichsautobahn Berlin-Stettin (heutige A 11)

Verkehrszeichen (kurz VZ) werden in der Bundesrepublik Deutschland als Teil der Straßenausstattung zur Verkehrsregelung behördlich angeordnet – durch eine Allgemeinverfügung als Spezialfall eines Verwaltungsakts – und sind vom Verkehrsteilnehmer eigenverantwortlich zu beachten. Im Fall von Arbeiten, die sich auf den öffentlichen Straßenverkehr auswirken, ergibt sich die Beschilderung aus einer verkehrsrechtlichen Anordnung.
Sämtliche amtliche Verkehrszeichen sind im Verkehrszeichenkatalog (kurz VzKat) aufgeführt. Sie lassen sich anhand ihrer Funktion verschiedenen Gruppen zuordnen. Die deutsche Straßenverkehrsordnung definiert in § 39 Abs. 2 Satz 2 StVO drei Gruppen von Verkehrszeichen:
- § 40 StVO: Gefahrzeichen mahnen eine Gefahr an;
- § 41 StVO: Vorschriftzeichen sprechen Gebote und Verbote aus;
- § 42 StVO: Richtzeichen geben Hinweise zur Erleichterung des Verkehrs.

Daneben ergibt sich eine regelnde Wirkung durch Verkehrseinrichtungen gemäß § 43 StVO (beispielsweise Schranken und Parkuhren), welche keine Verkehrszeichen sind.
Keine eigene Gruppe in der Verordnung erhalten die zahlreichen Zusatzzeichen, die gemäß § 39 Abs. 3 Satz 1 StVO ebenfalls Verkehrszeichen sind und in § 39 Abs. 7 StVO aufgelistet sind. Diese werden zusammen mit den oben genannten Zeichen verwendet. Sie dienen zur Einschränkung von Vorschriften („bei Schneefall“, „ausgenommen Zugfahrzeuge“), zur Angabe unüblicher Entfernungen („in 40 m“) oder als Begründung für eine Anordnung („Achtung Spurrillen“).

## Größe
| Art                                 | Klasse 1                                                                     | Klasse 2                                                                     | Klasse 3                                                                     |
| ----------------------------------- | ---------------------------------------------------------------------------- | ---------------------------------------------------------------------------- | ---------------------------------------------------------------------------- |
| Dreieck                             | 630                                                                          | 920                                                                          | 1260                                                                         |
| Rechteck-Höhe VZ                    | 630                                                                          | 920                                                                          | 1260                                                                         |
| Rechteck-Breite                     | 420                                                                          | 600                                                                          | 840                                                                          |
| Quadrat                             | 420                                                                          | 600                                                                          | 840                                                                          |
| Ronde                               | 420                                                                          | 600                                                                          | 750                                                                          |
| Rechteck-Höhe ZZ H3 Höhe H2 Höhe H1 | 420 315 231                                                                  | 600 450 330                                                                  | 750 562 412                                                                  |
| Andreaskreuz                        | 1350 x 180 Schenkelmaß                                                       | 1350 x 180 Schenkelmaß                                                       | 1350 x 180 Schenkelmaß                                                       |
| Stopp                               | 900 oder 1050 Höhe/Innenkreisdurchmesser 974 oder 1137 Außenkreisdurchmesser | 900 oder 1050 Höhe/Innenkreisdurchmesser 974 oder 1137 Außenkreisdurchmesser | 900 oder 1050 Höhe/Innenkreisdurchmesser 974 oder 1137 Außenkreisdurchmesser |
| Einbahnstraße                       | 300x800                                                                      | 300x800                                                                      | 300x800                                                                      |

In den Verwaltungsvorschriften zur StVO sind drei Größenklassen festgelegt. Für Ronden ist die Größenklasse 2 (100 Prozent) bei Geschwindigkeiten von 20 bis 80 km/h zu verwenden, bei den anderen Verkehrszeichen im Geschwindigkeitsbereich von 50 bis 100 km/h. Die Größenklasse 1 (70 %) bei kleineren Geschwindigkeiten, die Größenklasse 3 beschreibt Zusatzzeichen und Ronden, die auf 125 % vergrößert sind, die anderen Zeichen sind auf 140 % vergrößert. Die Größe weiterer Verkehrszeichen wird direkt im Verkehrszeichenkatalog definiert. Aufgrund des Sichtbarkeitsgrundsatzes ist nur für Verkehrsschilder, die sich an den ruhenden Verkehr, Radfahrer oder Fußgänger richten, eine Unterschreitung der Größenklasse 1 zulässig.

## Geschichte

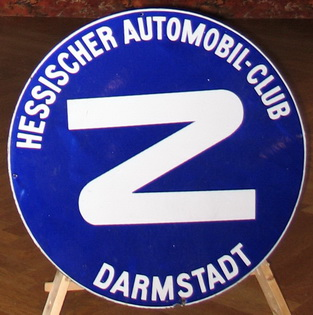
Warnungstafel „Kurve“ mit Werbung eines Automobilclubs

Die ersten Verkehrsschilder in Deutschland waren Warnungstafeln an Bahnübergängen, die 1877 durch Reichsgesetz vorgeschrieben wurden. Anfang des 20. Jahrhunderts stellten Automobil- und Radfahrervereine Warnungstafeln auf. Waren die ersten Schilder reine Texttafeln, wurden sie bald um Zeichen und verschiedene Farben der Schilder ergänzt. 1906 beschloss ein Kartell unter Führung des Kaiserlichen Automobil-Clubs die Einführung von sieben Warnungstafeln: Kurve (rechts und links), Doppelkurve, Vertiefung, Höcker, Bahnübergang und Straßenkreuzung. Die 47 cm mal 57 cm großen Tafeln trugen weiße Symbole auf schwarzem Grund. Bis zur eigentlichen Aufstellung der Warnungstafeln dauerte es jedoch noch. Erst mit der Verfügung vom 16. Juli 1908, betr. den Automobilverkehr auf Straßen brachte beispielsweise das preußische Ministerial-Blatt eine gesetzliche Anordnung heraus, welche die Aufstellung amtlich genehmigte. Eine internationale Konferenz von Automobilclubs 1909 in Paris beriet über eine international gültige Regelung, auf der erste Verkehrszeichen und Verkehrsregeln schriftlich festgehalten wurden. Die Empfehlungen wurden im Oktober 1909 von den Staaten ratifiziert und im April 1910 im deutschen Reichs-Gesetzblatt veröffentlicht. Diese 1910 eingeführten, ersten amtlichen Verkehrszeichen wurden als „Warnungstafeln“ bezeichnet, deren Einsatz vor allem für Gefahrenstellen außerhalb von Ortschaften gedacht war. Es handelt sich dabei um vier kreisrunde Verkehrszeichen mit blauer Hintergrundfarbe und weißer Schrift- bzw. Symbolfarbe. Mit Hilfe dieser Verkehrszeichen konnte der motorisierte Verkehrsteilnehmer auf scharfe Kurven, Bodenunebenheiten, Kreuzungen und Bahnübergänge aufmerksam gemacht werden. Erst im Jahre 1927 wurden diese Warnungstafel durch neue Verkehrszeichen ersetzt. Die Aufstellung der Zeichen übernahmen zunächst weiterhin die Automobilclubs, deren Namen auch auf die Schilder kamen. Da die ersten gusseisernen Schilder im Weltkrieg eingeschmolzen wurden, wurden als Ersatz Emailleschilder aufgestellt, deren Anfertigung mit Spenden der Automobil- und Ölindustrie möglich wurde.  Diese durfte im Gegenzug auf den Schildern werben. Erst mit der Änderung des Gesetzes über den Verkehr mit Kraftfahrzeugen wurde 1923 das Aufstellen der Schilder zur öffentlichen Aufgabe.

## Rechtsnatur

### Allgemeines
Während Gefahrzeichen nach § 40 StVO und Richtzeichen nach § 42 StVO nur Informationen enthalten, aber nicht unmittelbar ein bestimmtes Verhalten vorschreiben oder verbieten, werden nach  § 45 StVO anzuordnende Vorschriftzeichen, also Verkehrszeichen nach § 41 StVO, allgemein als Verwaltungsakte in der Form von Allgemeinverfügungen (§ 35 Satz 2 Alt. 2 VwVfG) mit Dauerwirkung angesehen. Dies sind Verwaltungsakte, die sich an einen nach allgemeinen Merkmalen bestimmten oder bestimmbaren Personenkreis richten oder die öffentlich-rechtliche Eigenschaft einer Sache oder ihre Benutzung durch die Allgemeinheit betreffen. Sie werden als Ersatz für entsprechende Verkehrsregelungen durch Vollzugspolizisten gesehen. Dafür spricht die systematische Stellung des § 36 StVO (Zeichen und Weisungen der Polizeibeamten) in Abschnitt II. der StVO (= Zeichen und Verkehrseinrichtungen §§ 36–43 StVO). Daher sind angeordnete Verkehrszeichen mit deren Bekanntgabe an den jeweiligen Verkehrsteilnehmer für diesen sofort vollziehbar, d. h. ein Widerspruch oder eine Anfechtungsklage gegen die Anordnung eines Verkehrszeichens hätten keine aufschiebende Wirkung (arg. aus dem Gesetzeswortlaut des § 80 Abs. 2 Nr. 2 VwGO).
Nahe liegt es, die Anordnung von Verkehrszeichen als sachbezogene Allgemeinverfügung in Bezug auf die straßenverkehrsrechtliche Benutzung einer Sache, nämlich die Benutzung der öffentlichen Straße durch die Allgemeinheit anzunehmen.

### Bekanntgabe

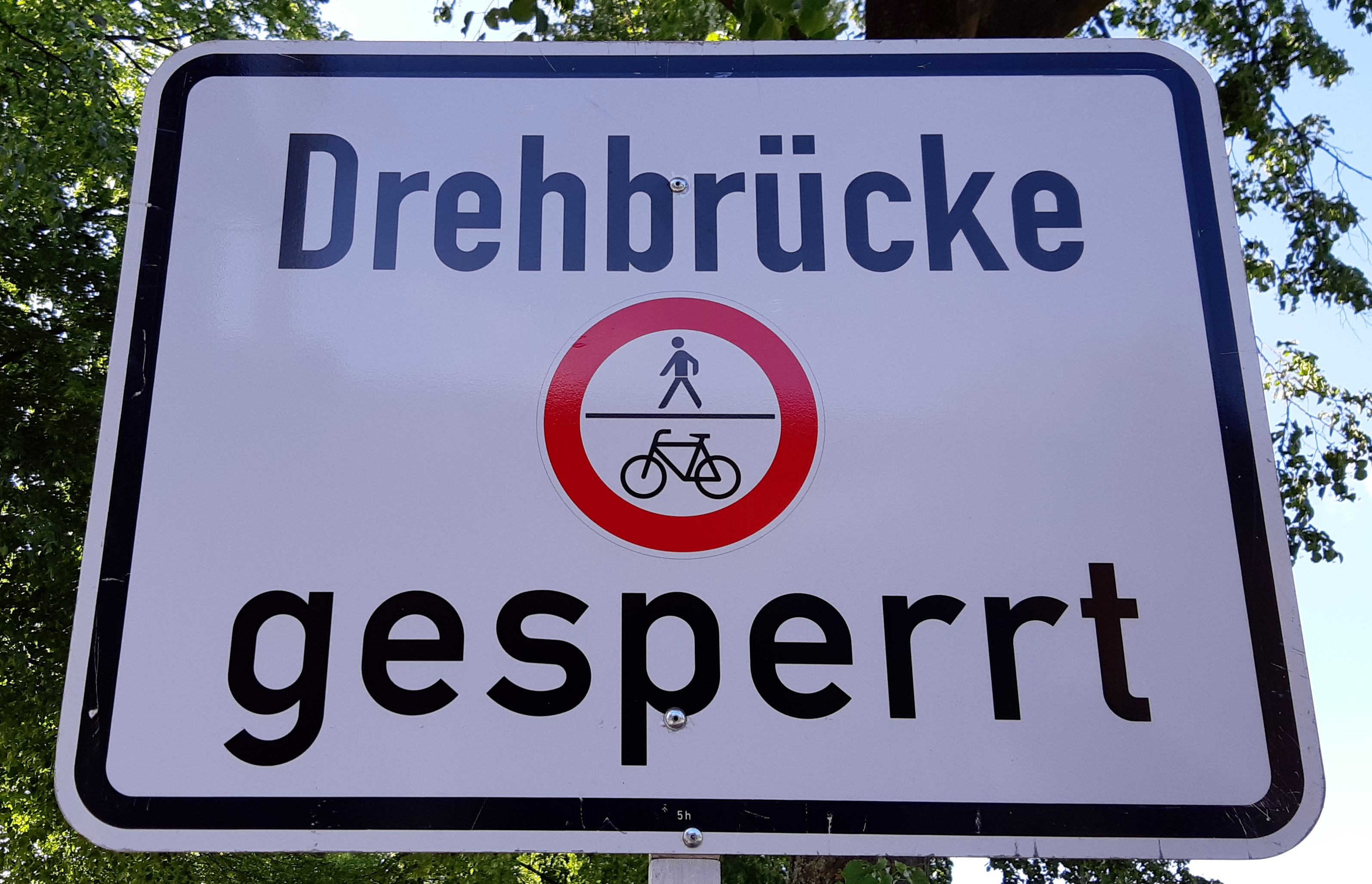
Komplettsperrung der Deutzer Drehbrücke, auch für Fußgänger und Radfahrer, während Brückenarbeiten (2020)

Bekanntgegeben wird das Verkehrszeichen durch die Aufstellung nach den Regeln der StVO, die insoweit als Sonderbestimmungen gegenüber § 41 VwVfG angesehen werden und diesem vorgehen (§§ 36 ff. StVO, insbesondere § 39 und § 45 StVO).
Mit der Aufstellung des Verkehrszeichens gilt es gegenüber sämtlichen Verkehrsteilnehmern als bekanntgegeben. Mit der Bekanntgabe wird das Verkehrszeichen gegenüber sämtlichen Verkehrsteilnehmern gleichermaßen wirksam (§ 43 VwVfG). Das gilt nach Gerichtsentscheidungen aus den 1990er Jahren selbst denjenigen gegenüber, die zur tatsächlichen Kenntnisnahme keine faktische Gelegenheit hatten.
Tatsächlich kommt es nur noch darauf an, ob ein Verkehrsteilnehmer die bloß theoretische Möglichkeit der Kenntnisnahme hatte; insofern hat das Bundesverwaltungsgericht seine früher vertretene Auffassung zum so genannten Sichtbarkeitsprinzip modifiziert. Wichtig ist dies vor allem für Halter von Kfz, die im Wege der Zustandsverantwortlichkeit (Haftbarkeit für den Zustand einer Sache, hier also für den Umstand, dass ein Wagen im Haltverbot steht und damit ordnungswidrig geparkt ist) für das Umsetzen oder Abschleppen des Fahrzeugs „zur Kasse gebeten“ werden. Das kann ihnen nämlich nunmehr auch dann „blühen“, wenn das Fahrzeug schon dort stand, bevor das Verkehrszeichen aufgestellt wurde, oder wenn sie selbst das Fahrzeug gar nicht geführt haben und der Wagen von Dritten ordnungswidrig abgestellt wurde.
Vom Zeitpunkt der Bekanntgabe zu unterscheiden  ist der Beginn der Anfechtungsfrist. Da Verkehrszeichen nicht mit Rechtsmittelbelehrungen versehen sind, beginnt die einjährige Anfechtungsfrist, sobald der Verkehrsteilnehmer erstmals von der durch das Verkehrszeichen ausgedrückten Anordnung betroffen ist (sog. Adressatentheorie). Dieser Fristbeginn war lange Zeit umstritten, ist aber mit den Urteilen des BVerwG vom 23. September 2010 geklärt.

### Wirksamkeit

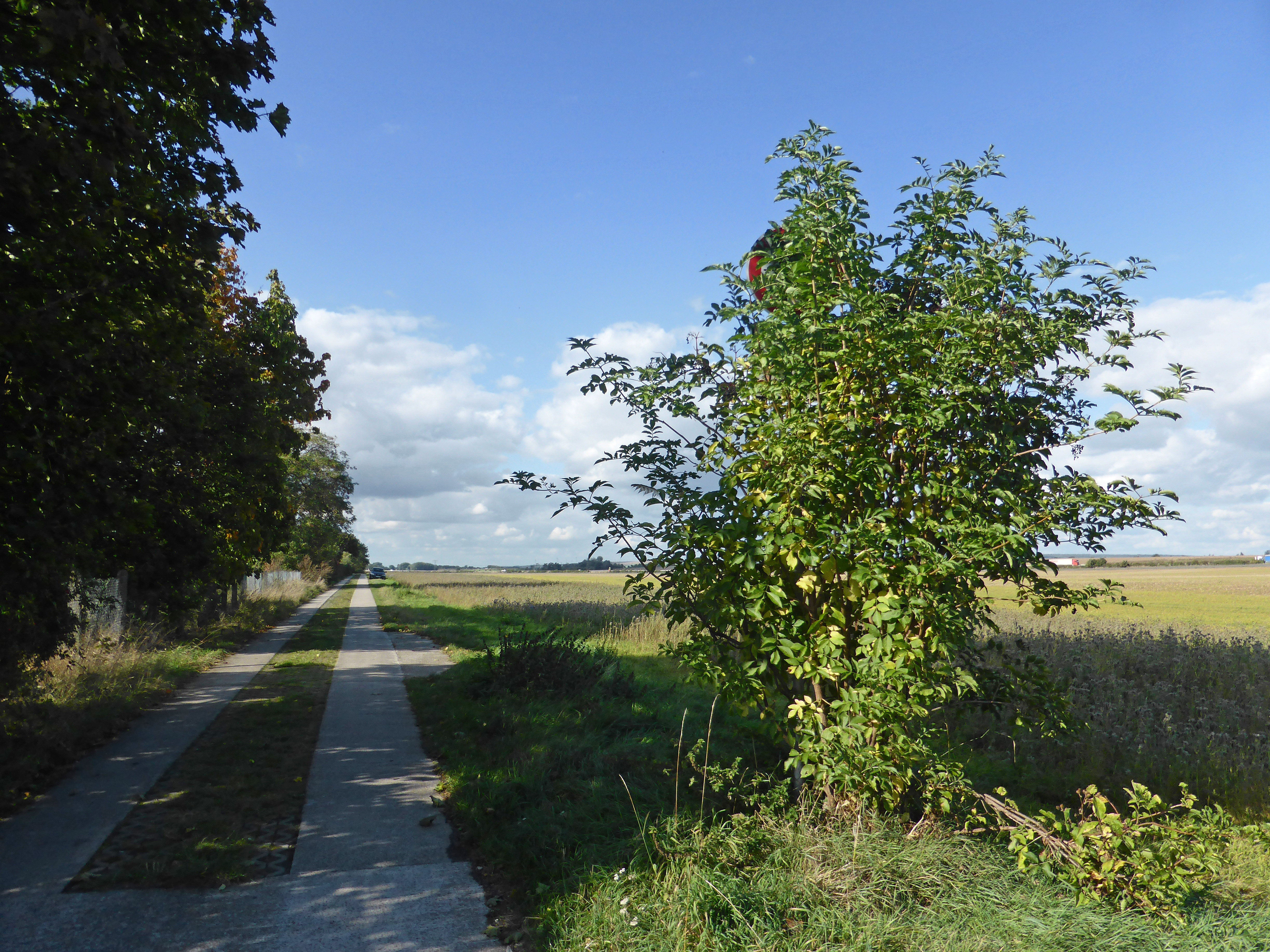
Durch Bewuchs verdecktes Verkehrszeichen

Da die Anordnung von Vorschriftszeichen Verwaltungsakte sind, gilt für ihre Rechtswirksamkeit § 43 VwVfG.
Demnach können sie befristet oder an Bedingungen gebunden werden. Vor Beginn der Frist oder nach deren Ablauf und vor Eintritt oder bei Wegfall der Bedingung sind Verkehrszeichen nicht angeordnet und ein Verstoß gegen sie ist nicht möglich, selbst wenn die Verkehrsschilder schon/noch vorhanden sind.
Die Fiktion der Bekanntgabe von Verkehrszeichen an sämtliche Verkehrsteilnehmer aufgrund der theoretischen Möglichkeit der Kenntnisnahme würde überzogen, wenn man Verkehrsteilnehmer verpflichtet sähe, sich an Verkehrsschildern zu orientieren, die mit zumutbaren Mitteln überhaupt nicht mehr wahrzunehmen sind. Praktisch behilft man sich in diesen Fällen (unter Aufrechterhaltung der Dogmatik, wonach die Wirksamkeit des Verkehrszeichens selbst dann fortbesteht, wenn man es nicht mehr erkennen kann oder wenn es widerrechtlich entfernt wurde) mit einer verwaltungsrechtlichen Überprüfung der Zulässigkeit des im Zusammenhang mit dem Verstoß ergangenen Kostenbescheids für das Abschleppen oder Umsetzen des Fahrzeugs. Ein solcher Bescheid darf nämlich nur ergehen, wenn die Amtshandlung (also das Abschleppen, Umsetzen etc.) rechtmäßig war. Dies setzt wiederum die tatsächliche Wahrnehmbarkeit von Verkehrszeichen voraus.

## Kritik am „Schilderwald“

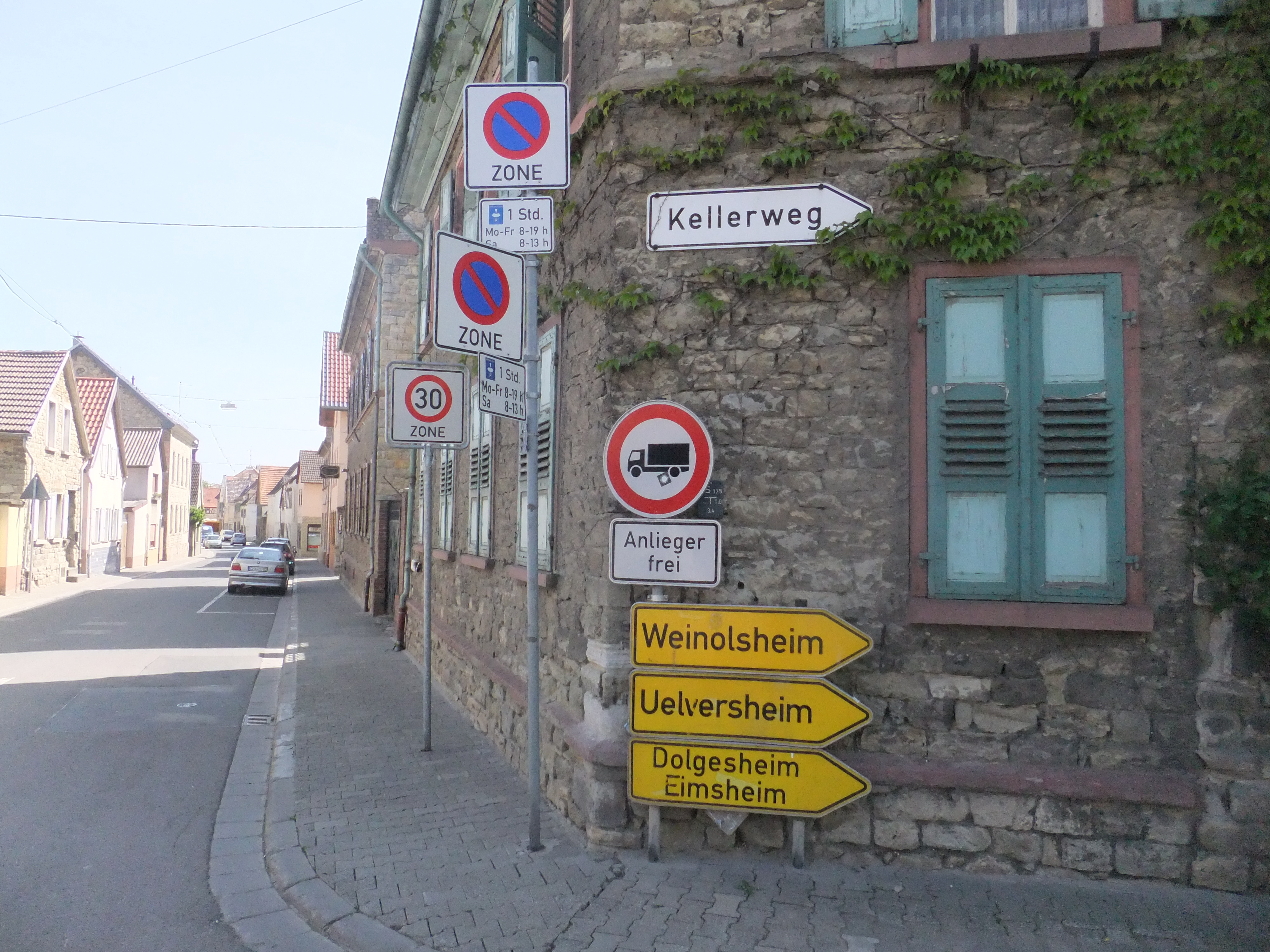
Schilderwald: Schilder doppelt an demselben Mast, unklare Zuordnung

In Deutschland bemängeln Kritiker, es gebe unnötige Verkehrszeichen, die nur die ohnehin geltenden Regeln wiedergeben, und dass der Verkehr ohne Verkehrszeichen besser und sicherer fließen könne. Diese allgemein als Schilderwald bezeichnete Häufung von Verkehrszeichen überfordere den Verkehrsteilnehmer.
Der ADAC schätzt, dass mindestens ein Drittel der Verkehrszeichen überflüssig ist. Aus diesem Grund gab es schon 1997 die Aktion „(K)ein Schild in Selm“ des ADAC in der Stadt Selm, bei der eine Woche lang 600 von 1100 Schildern verhüllt wurden. Nach der Aktion wurden 43 % der Verkehrsschilder in Selm abmontiert.
Um den Schilderwald einzudämmen, wurde mit der StVO-Novelle von 1997 der § 45 Abs. 9 StVO neu geschaffen. Er erlaubt das Anordnen von Beschränkungen des fließenden Verkehrs nur bei einer Gefahrenlage, die erheblich über dem allgemeinen Risiko liegt. Eine exakte Formel dafür gibt es nicht. Gesetzeskommentare sprechen von einer Unfallrate, die 30 % über derjenigen einer vergleichbaren Strecke liegen muss, damit eine Verkehrsbeschränkung angeordnet werden darf. Die Entscheidungen der Verwaltungsgerichte lassen keine klare Linie erkennen.

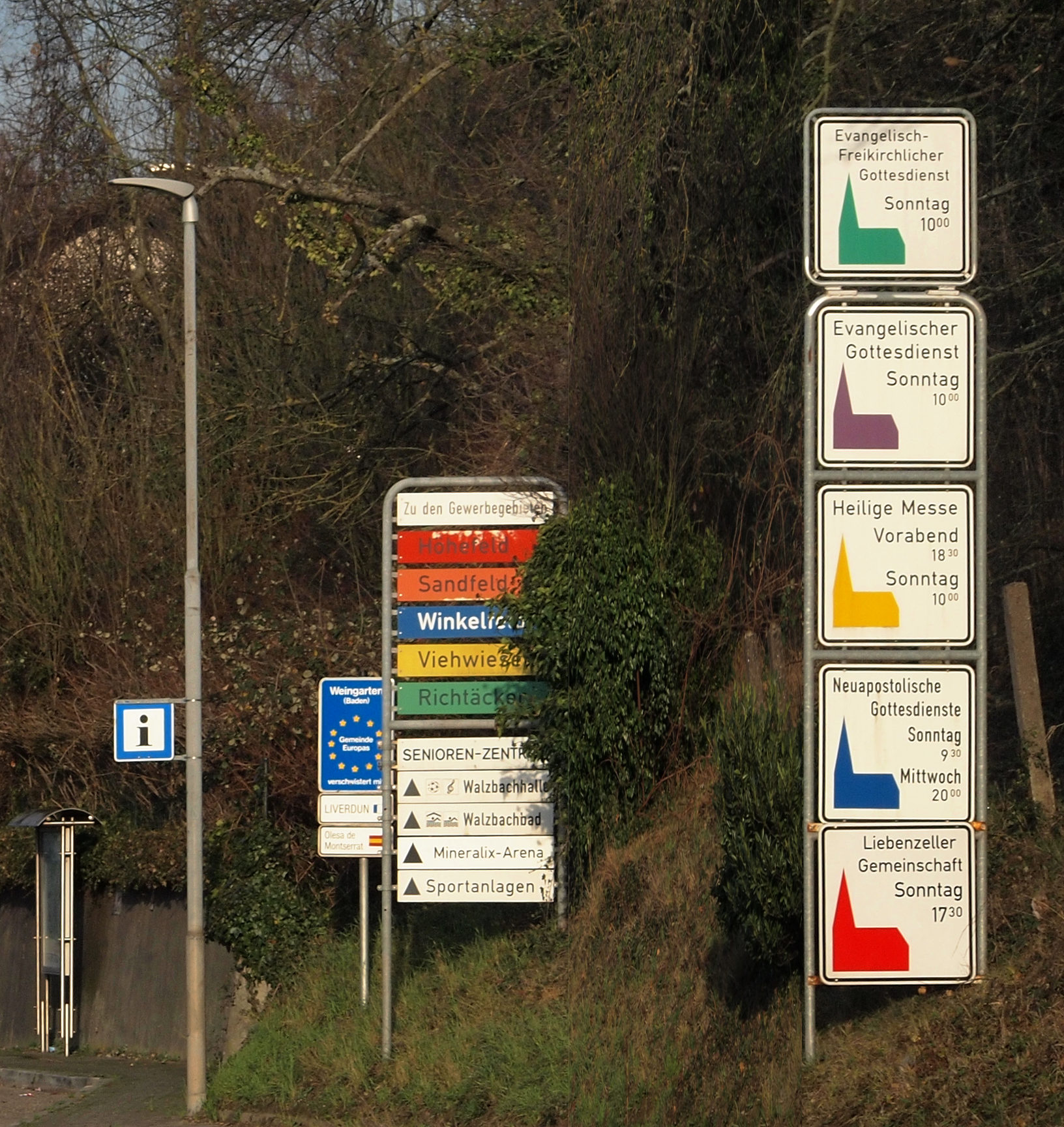
Ablenkung durch Informationsschilder

Ein Beispiel dafür, dass ein Verkehrsablauf ohne Verkehrszeichen funktionieren kann, liefern zahlreiche Gemeinden in mehreren europäischen Ländern. Dort wurde nach dem Prinzip des gemeinsam genutzten Raumes ein Großteil der Verkehrszeichen beseitigt. Die Ergebnisse sind durchweg zufriedenstellend, eine besondere Häufung von Unfällen konnte nicht festgestellt werden.